# Colney Heath
Colney Heath es una parroquia civil y un pueblo del distrito de St. Albans, en el condado de Hertfordshire (Inglaterra).

## Geografía
Según la Oficina Nacional de Estadística británica, Colney Heath tiene una superficie de 11,19 km².

## Demografía
Según el censo de 2001, Colney Heath tenía 5449 habitantes (50,14% varones, 49,86% mujeres) y una densidad de población de 486,95 hab/km². El 22,55% eran menores de 16 años, el 73,46% tenían entre 16 y 74, y el 3,98% eran mayores de 74. La media de edad era de 34,95 años. Del total de habitantes con 16 o más años, el 30% estaban solteros, el 58,34% casados, y el 11,66% divorciados o viudos.
El 90,13% de los habitantes eran originarios del Reino Unido. El resto de países europeos englobaban al 3,41% de la población, mientras que el 6,46% había nacido en cualquier otro lugar. Según su grupo étnico, el 90,9% eran blancos, el 2,29% mestizos, el 3,98% asiáticos, el 0,94% negros, el 0,9% chinos, y el 0,83% de cualquier otro. El cristianismo era profesado por el 68,99%, el budismo por el 0,24%, el hinduismo por el 1,01%, el judaísmo por el 0,88%, el islam por el 2,81%, el sijismo por el 0,22%, y cualquier otra religión por el 0,11%. El 18,39% no eran religiosos y el 7,36% no marcaron ninguna opción en el censo.
Había 2142 hogares con residentes, 34 vacíos, y 5 eran alojamientos vacacionales o segundas residencias.